# Chungin
Les chungin (hangeul : 중인 ; hanja : 中人 ; RR : jung-in) sont en Corée, lors de la période Joseon, la partie de la population appartenant à la classe moyenne supérieure. De rang inférieur aux yangban, ils bénéficient d'une certaine éducation qui leur permet de passer des concours techniques de l'administration.